# Avarament

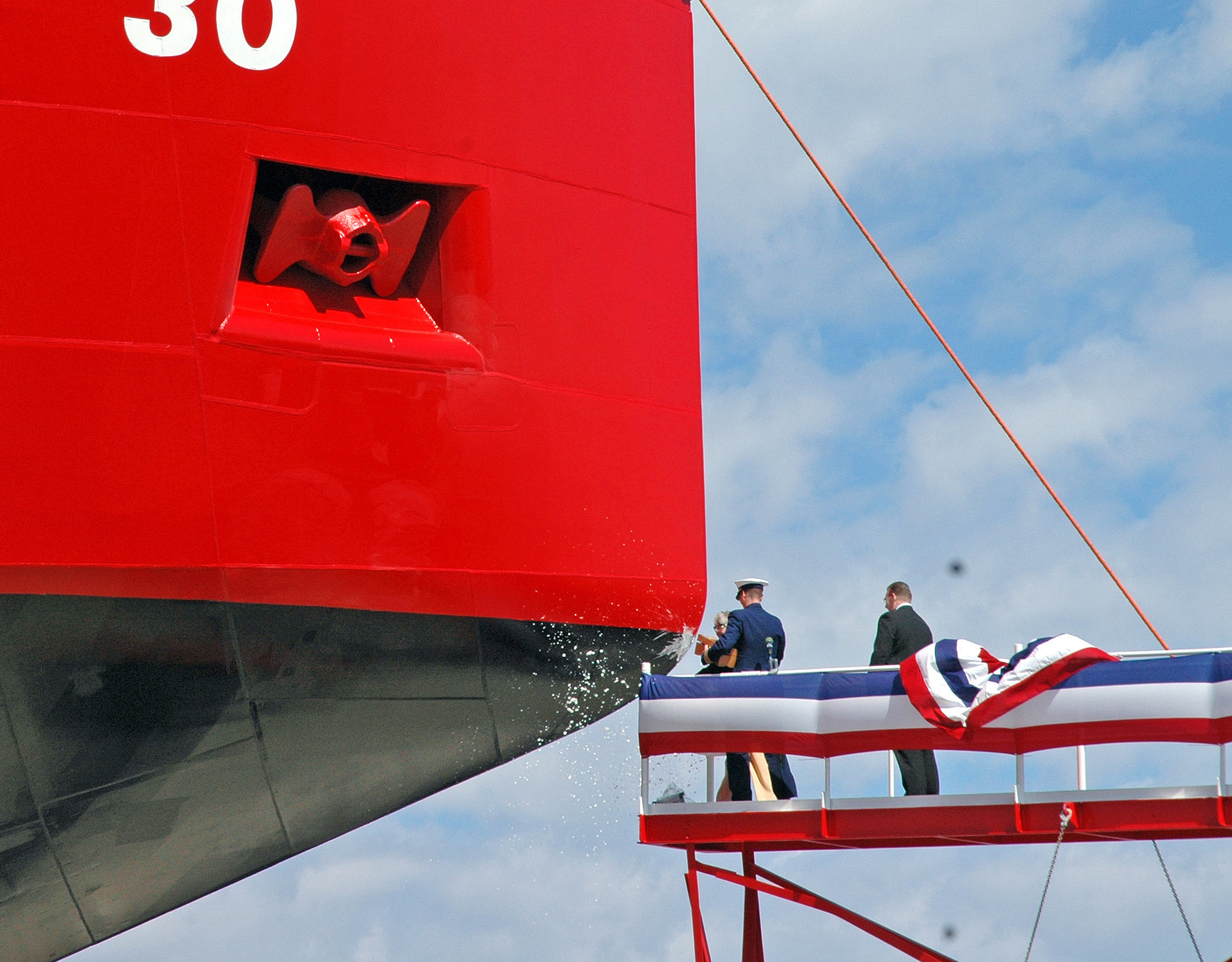
Baptisme del USCGC Mackinaw (WLBB-30).

L'avarament o avarada és l'acció de posar a l'aigua un vaixell nou o després d'una reparació per la qual va haver d'entrar al dic sec. Constitueix la part principal de la cerimònia de bateig d'un vaixell o embarcació. L'avarada és un moment crític per a qualsevol vaixell, ja que és el moment en què es comprova si algunes de les decisions més importants del disseny van ser les correctes. En alguns casos s'associa el moment de l'avarada amb el baptisme de mar i l'assignació del nom, o del número de vela si es tracta d'un veler de competició.

## Mètodes

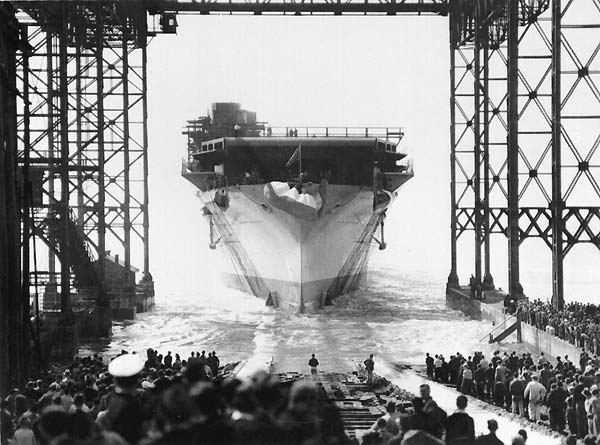
Avarada per lliscament del USS Enterprise (CV-6).

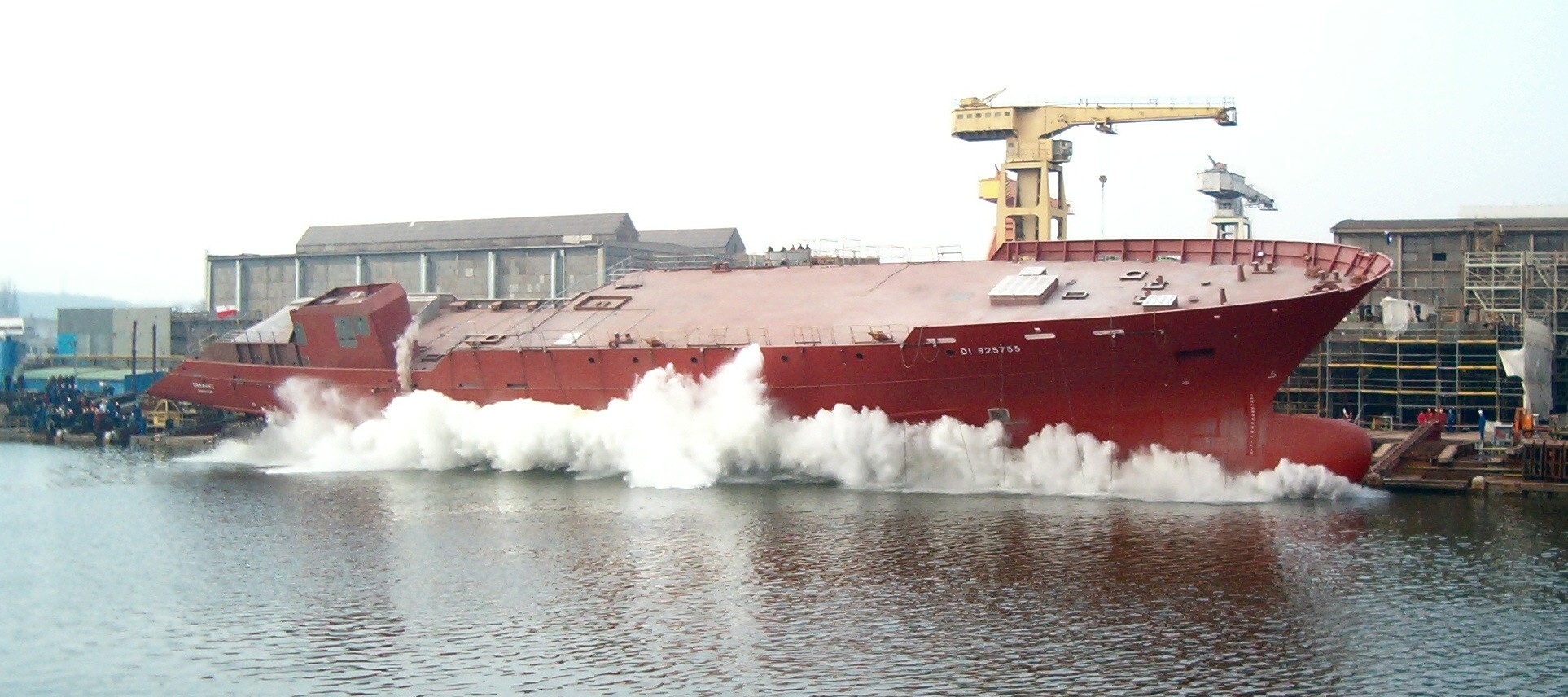
Avarada lateral d'un vaixell a Polònia.

Tres són els mètodes per avarar un vaixell:
- El primer, el més tradicional, consisteix a fer que el vaixell llisqui per la grada sobre la qual s'ha construït, entrant a l'aigua per la popa fins a quedar surant.
- El segon mètode, denominat avarada lateral, es realitza deixant caure lateralment el vaixell a l'aigua, s'usa principalment en llacs i rius, i va ser introduït al segle xix, i extensament utilitzat durant la Segona Guerra Mundial.
- El tercer mètode, es denomina «avarada per flotació», i s'empra quan el vaixell, és construït en un dic sec, deixant entrar l'aigua dins del dic un cop acabat el vaixell.

Al primer mètode se l'anomena també llançament, acte de llançar els vaixells a l'aigua mitjançant lliscament del seu bressol sobre un corró central o dos laterals inclinats en sentit descendent cap a l'aigua.

## Història
Tota l'operació d'avarada es feia primitivament mitjançant esforç animal amb l'ajuda de palanques i cabrestants, fent lliscar la quilla sobre corrons mullats o enseuats i assentats sobre un terreny ferm amb força inclinació cap a l'aigua. Ja d'antic, es disposava l'embarcació sobre un aparell mòbil, anomenat bressol el qual adaptat i convenientment assegurat al buc conduïa a aquest cap a l'aigua relliscant sobre uns travessers estesos sobre la grada en sentit longitudinal a aquesta.

## Avarar i treure a terra
A més del primer avarament moltes barques reposaven a la platja i calia avarar-les cada cop que calia navegar i, acabada la navegació, treure-les a terra.

### Galeres gregues i romanes
Pel fet de tenir un esperó per sota de la línia de flotació, les naus de guerra clàssiques es treien a terra (totalment o parcial) de popa. La roda de popa era arrodonida i podia lliscar amb certa facilitat, sense clavar-se. La part de la roda de popa més propensa a desgastar-se pel fregament anava protegida amb una peça de bronze.

### Barques dels Països Catalans
Les barques de pesca que es guardaven a la platja tenies dues escues (a banda i banda de la guilla) que protegien el buc i mantenien la barca adreçada sobre la platja. L'avarament es feia de popa al mar i la posada en terra de proa a terra. Uns suports de fusta travessers, anomenats parats, amb una osca central servien de camí i de guia. Aquests suports eren enseuats per a facilitar el lliscar de la barca. El sistema tradicional era arrossegar la barca amb una parella de bous mitjançant una gúmena lligada a un cadenot de ferro fixat a la roda de proa de la barca. També s'empraven argues manuals o palanquins (posteriorment accionats amb motors elèctrics).

### Controvèrsia lingüística
Hi ha un article interessant que planteja la controvèrsia sobre avarar i treure.